# Château Balsan
Le château Balsan, ou Lou Seuil, est une villa située à Èze, dans le département des Alpes-Maritimes.

## Localisation
La villa est située à Èze.

## Histoire
La villa est construite en 1920 par l'architecte parisien Achille Duchêne pour le compte du colonel Jacques Balsan et de son épouse Consuelo Vanderbilt, divorcée du 9e duc de Malbourough.
La famille Zellinger de Balkany en devient par la suite propriétaire. Marie-Gabrielle de Savoie y réside jusqu'en 1990.
Un incendie de forêt, en 1985, détruira le parc et une part importante des décors intérieurs.

## Description

### Château Balsan
Le château est construit avec un plan régulier autour d'une cour jardin.
L'aile nord dispose d'une tour.

### Jardin romain
Ce jardin a fait l'objet d'une description en 1999 par le Service de l'Inventaire général du patrimoine culturel (Direction culture et patrimoine de la région Provence-Alpes-Côte d'Azur) dans le cadre du recensement du patrimoine balnéaire,.

### Jardin du cloître
Le jardin est décrit dans l'Inventaire général du patrimoine culturel.

### Parc
Le parc est décrit dans l'Inventaire général du patrimoine culturel.
Le parc, de 70 hectares, est réparti entre des jardins réguliers réalisés par l'architecte Achille Duchêne, d'un parc paysager avec dépendances et fabriques dont l'auteur est l'architecte Roger Séassal et d'un jardin d'agrément.

### Fontaine
La fontaine est décrite dans l'Inventaire général du patrimoine culturel.
La fontaine est réalisée par l'architecte Émile Thillet en 1921.

### Maison de villégiatureLe Casino
La maison est décrite dans l'Inventaire général du patrimoine culturel.
Le Casino est une maison d'amis construite en 1925 par l'architecte Achille Duchêne.

### Les dépendances
Les dépendances sont décrites dans l'Inventaire général du patrimoine culturel.
Elles sont composées de la conciergerie dite La Tour (1921), de la remise agricole (1922), du garage (1924), de la maison de jardinier dite L'Huilerie (1924) et de la Maison du Maire. Elles furent réalisées par l'architecte Roger Séassal.

### Tombeau
Le tombeau est décrit dans l'Inventaire général du patrimoine culturel.
Le tombeau, monument à ciel ouvert de huit arcades en plein cintre retombant sur des piédroits alternant avec des colonnettes, fut construit en 1925 à la demande de Jacques Balsan. 

### Station de villégiature
La station de villégiature est décrite dans l'Inventaire général du patrimoine culturel.